# Timothy Beck
Timothy Beck, född den 2 januari 1977 i Assen, är en nederländsk friidrottare som tävlar i kortdistanslöpning.
Beck var, tillsammans med Troy Douglas, Patrick van Balkom och Caimin Douglas med i det nederländska stafettlag på 4 x 100 meter som blev bronsmedaljörer vid VM 2003. Samma lag var även med vid Olympiska sommarspelen 2004 men växlade bort sig i försöken och tog sig inte vidare till finalen.
Beck har även deltagit vid Olympiska vinterspelen 2002 där han tävlade i fyrmans bob. Laget slutade på en 17:e plats.